# Mezilesí u Pelhřimova

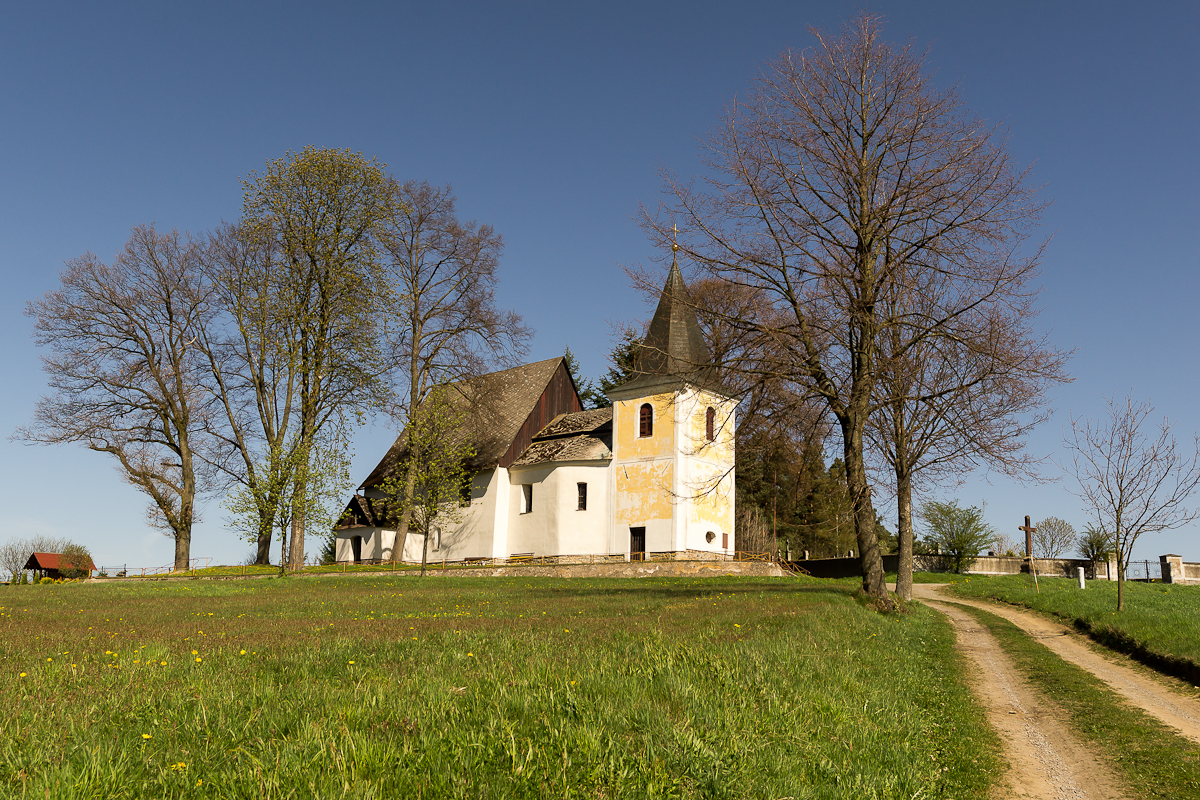
Kirche Jakobus des Älteren

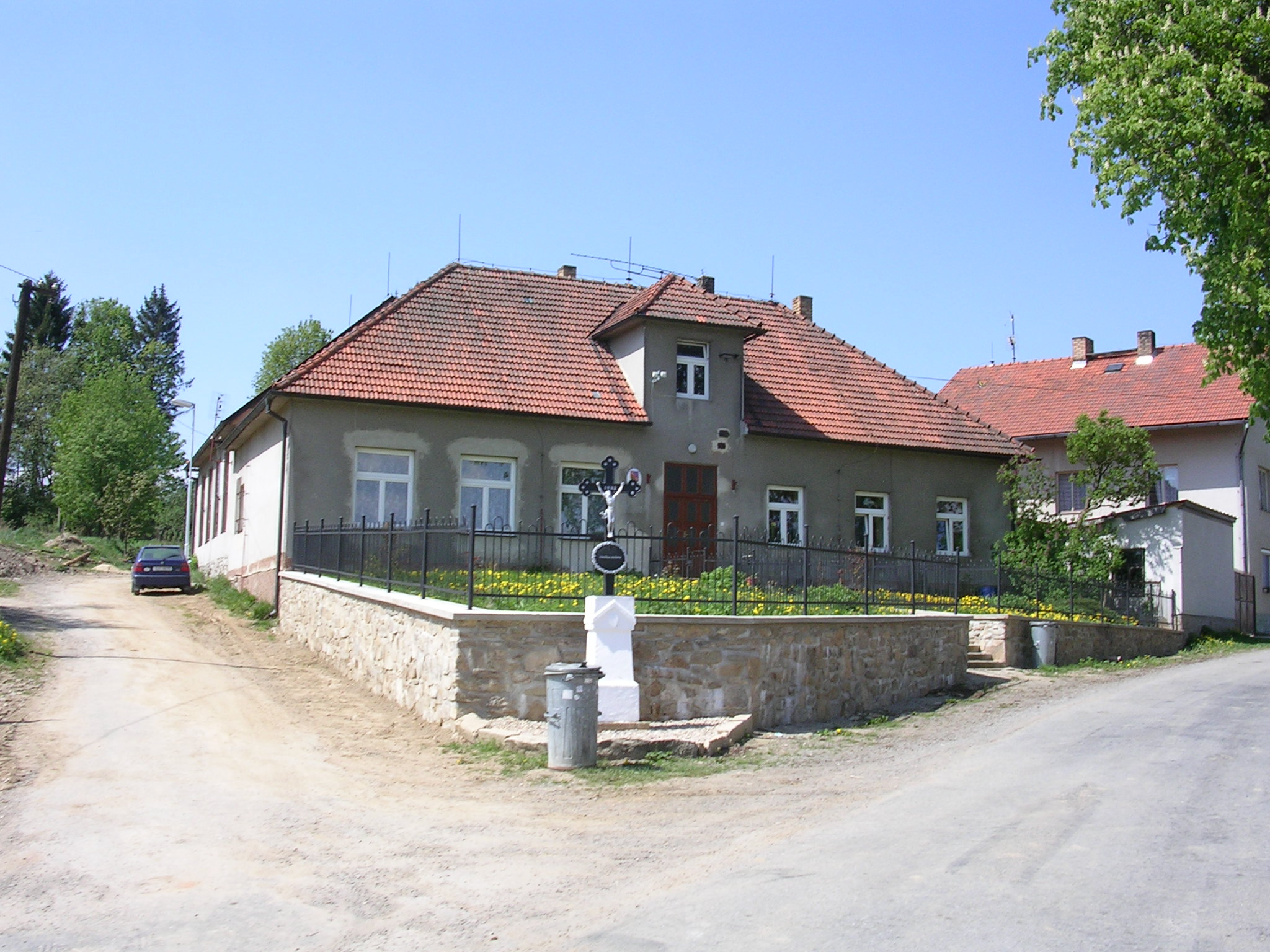
Gemeindeamt

Mezilesí (deutsch: Mesoles, älter Meziles-Thein)  ist eine Gemeinde in Tschechien. Sie liegt 19 Kilometer südlich von Vlašim und gehört zum Okres Pelhřimov.

## Geographie
Mezilesí befindet sich auf einem Rücken zwischen den Tälern des Huťský potok und des Vočadlo in der Böhmisch-Mährischen Höhe. Östlich erhebt sich der Hřeben (685 m), dahinter der Stražiště (744 m).
Nachbarorte sind Velká Ves im Norden, Zelená Ves, Lukavec und Týmova Ves im Nordosten, Salačova Lhota im Südosten, Velká Černá und Těchobuz im Süden, Talmberk und Velký Ježov im Südwesten, Malý Ježov im Westen sowie Holýšov im Nordwesten.

## Geschichte
Die erste urkundliche Erwähnung des Dorfes Mezilesí einschließlich der Pfarrkirche und einer Feste stammt aus dem Jahre 1352. Das Kirchpatronat teilten sich die Vladiken von Holýšov und von Mezilesí. Das Dorf Mezilesí war seit dem 16. Jahrhundert geteilt; ein Teil einschließlich der Kirche gehörte zum Gut Lukavec, der andere zur Feste Mezilesí. 1689 erwarb Jindřich Jeník von Bratřice die Feste und das Gut Mezilesí und schlug sie dem Gut Lukavec zu.
1706 wurde das Gut Mezilesí wieder von Lukavec abgetrennt und an Ignaz Ubelli von Siegburg verkauft. Dieser ließ beim Meierhof Thein das Schloss Thein errichten. Ignaz Sigmund Liborius Ubelli von Siegburg veräußerte nach 1760 das nun Mezyles-Thein genannte Gut an Kajetan Obitecký von Obitec-Rabenhaupt und Suché, der es an Maria Cajetan Briffaut von Slawietin verkaufte. Vor 1786 fiel das Gut wieder an Kajetan Obitecký von Obitec-Rabenhaupt zurück. Südöstlich des Schlosses wurde zum Ende des 18. Jahrhunderts das Dorf Gründorf angelegt.
Zu Beginn des 19. Jahrhunderts erfolgten die Besitzerwechsel in rascher Folge. 1806 kaufte Adalbert Dwořak das Gut, ab 1810 folgte Ludwig Graf Pourtalès, ab 1821 Karl Graf von Rey, ab 1825 Rosalie Woracziczky von Pabienitz und Bissingen geb. Stillfried-Rattonitz, ab 1827 Joseph von Sternegg und ab 1840 dessen Bruder August von Sternegg.
Im Jahre 1840 bestand das im äußersten Südwesten des Časlauer Kreises gelegene Gut Mezyles-Thein aus den Dörfern Gründorf und Mezyles sowie zwei Häusern des Freisassendorfes Lhota Salačowa. Auf dem Gutsbezirk lebten 506 tschechischsprachige Menschen, darunter zwei jüdische Familien. Die landwirtschaftliche Nutzfläche umfasste 907 Joch 1502 Quadratklafter. Das Dorf Mezyles bzw. Mezylesy bestand aus 37 Häusern, in denen 281 Personen, darunter eine jüdische Familie, lebten. Unter dem Patronat der Lukawetzer Obrigkeit stand die Filialkirche Jakobus des Großen. Pfarrort war Lukawetz. Außerdem gab es in Mezyles einen obrigkeitlichen Meierhof mit Schäferei, ein dominikales Branntweinhaus, eine dominikale Pottaschensiederei, ein Wirtshaus  sowie eine Privatschule, die anteilig von den Besitzern des Gutes Mezyles-Thein und den Gemeinden Gründorf und Mezyles getragen wurde. Abseits lag die Wondraker Mühle (Karbanův Mlýn).
Nach der Aufhebung der Patrimonialherrschaften bildete Mezilesí/Meziles ab 1850 einen Ortsteil der Gemeinde Tejmoves/Theindorf im Gerichtsbezirk Pilgram. Ab 1868 gehörte das Dorf zum Bezirk Pilgram. 1872 kaufte der Besitzer des Gutes Lukawetz, Prinz Ernst zu Löwenstein-Wertheim, das Schloss Thein. Es diente danach als Wohngebäude für Beschäftigte des Lukawetzer Großgrundbesitzes; Instandsetzungsarbeiten unterblieben.
Seit dem Ende des 19. Jahrhunderts wurde alternativ der Ortsname Meziles-Týn/Meziles-Thein verwendet. Das verfallene Schloss Týn wurde nach 1948 abgebrochen. 1949 wurde Mezilesí dem Okres Pacov zugeordnet. Im Zuge der Gebietsreform von 1960 erfolgte sowohl die Aufhebung des Okres Pacov als auch der Gemeinde Týmova Ves (Theindorf). Aus deren Ortsteilen Mezilesí und Zelená Ves sowie dem zuvor zur Gemeinde Velký Ježov gehörigen Ortsteil Holýšov entstand die dem Okres Pelhřimov zugeordnete neue Gemeinde Mezilesí.

## Gemeindegliederung
Die Gemeinde Mezilesí besteht aus den Ortsteilen Holýšov (Holejschow), Mezilesí (Mesoles) und Zelená Ves (Gründorf).

## Sehenswürdigkeiten
- gotische Kirche Jakobus des Älteren, errichtet auf einem Hügel im nördlichen Teil des Dorfes